# Елин (деревня)
Елин  — деревня в Сысольском районе Республики Коми в составе сельского поселения  Визинга. 

## География
Расположена у западной границы районного центра села Визинга.  

## История
Впервые упомянута в 1719 как "деревня Грезд Цыпановых" с 3 дворами. В 1784 году упоминалась как Цыпановская, в 1926 - Цыпаново, 20 дворов, 81 человек. В 1930 году отмечалась как Цыпановская (Елин), в 1939 – Цыпановская с 102 жителями, в 1956 - Елин. В 1989 - 136 человек.

## Население
Постоянное население  составляло 102 человека (коми 86%) в 2002 году, 88 в 2010 .